# (3887) Gerstner
(3887) Gerstner est un astéroïde de la ceinture principale.

## Description
(3887) Gerstner est un astéroïde de la ceinture principale. Il fut découvert le 22 août 1985 à l'Observatoire Kleť par Antonín Mrkos. Il présente une orbite caractérisée par un demi-grand axe de 2,99 UA, une excentricité de 0,11 et une inclinaison de 9,9° par rapport à l'écliptique.

## Compléments